# Mecometopus polygenus
Mecometopus polygenus là một loài bọ cánh cứng trong họ Cerambycidae.